# Estação Ferroviária de Pinheiro
A Estação Ferroviária de Pinheiro é uma interface encerrada da Linha do Sul, que servia a localidade de Pinheiro, no município de Alcácer do Sal, em Portugal.

## Descrição

### Localização e acessos
Dista mais de quatro quilómetros da herdade epónima.

### Infraestrutura
Esta interface apresenta três vias de circulação, eletrificadas em toda a sua extensão, identificadas como I, II, e III, com comprimentos de 744, 644, e 775 m, respetivamente, sem quaisquer plataformas; existe ainda uma via secundária, identificada como G1, com comprimento de 37 m; todas estas vias estão eletrificadas em toda a sua extensão. Esta configuração apresenta-se algo reduzida em comparação com as de décadas anteriores.
O edifício de passageiros, em desuso, situa-se do lado és-nordeste da via (lado esquerdo do sentido ascendente, para Tunes).
Nesta estação a quilometragem da Linha do Sul passa do PK 20+600 (com o zero em Águas de Moura) para PK 57+777 (com o zero no Barreiro), fruto das mudanças de designação e consistório das linhas do Sul/Sado e do Alentejo ao longo das suas histórias (q.v.).
Apesar da estação se encontrar encerrada, não servido nem passageiros nem carga/descarga, no local desta interface há um ponto de câmbio nas características da via férrea e do seu uso, nomeadamente no que respeita ao comprimento máximo dos comboios de mercadorias, que é de 630 m no troço Pinheiro-Campolide e 750 m no troço Ermidas-Sado - Pinheiro, e ao regime de exploração da via que na Variante de Alcácer (que tem aqui um dos seus extremos) é de tipo RCASA, sendo de tipo RCI em todo o troço Águas de Moura - Somincor, que lhe é parcialmente paralelo.

Situa-se a norte do local deste interface, ao PK 9+430, a zona neutra da Marateca (assim designada por se situar na vizinhança de ponte ferroviária sobre a ribeira epónima, ao contrário de quase todas as restantes zonas neutras, que tomam o nome da interface mais próxima) que isola os troços da rede alimentados respetivamente pelas subestações de tração de Alcácer do Sal e de Pegões.

## História
Este apeadeiro situa-se no troço entre Setúbal e Alcácer do Sal, que abriu à exploração em 25 de Maio de 1920.
Um diploma de 14 de Fevereiro de 1936, emitido pelo Ministério das Obras Públicas e Comunicações, aprovou um projecto da Companhia dos Caminhos de Ferro Portugueses para aditamento à tarifa especial interna n.º 3 de grande velocidade, de forma a modificar os preços dos bilhetes a partir do Terreiro do Paço até à estação do Pinheiro, além de outros pontos na região Sul.
Em 2010, a estação tornou-se o ponto de insersão nominal do extremo norte da Variante de Alcácer, um troço da Linha do Sul que viria a usurpar a designação aquando do abandono do segmento paralelo cistemporâneo, que servia Alcácer do Sal (a bifurcação situa-se a cerca de um quilómetro mais a sul, ao PK 58+741).

No mês de Janeiro de 2011, possuía duas vias de circulação, ambas com 542 m de comprimento; as plataformas tinham 40 cm de altura e 25 m de comprimento, — valores mais tarde alterados para os atuais. Tinha à época a classificação de estação, tendo sido encerrada entretanto.